# Nikolina Brnjac
Nikolina Brnjac (ur. 11 lipca 1978 w Karlovacu) – chorwacka polityk i nauczyciel akademicki, w latach 2020–2024 minister turystyki i sportu, posłanka do Parlamentu Europejskiego X kadencji.

## Życiorys
Absolwentka wydziału nauk o transporcie i ruchu drogowym Uniwersytetu w Zagrzebiu (2002). Na tym samym wydziale uzyskiwała magisterium (2005) i doktorat (2009). Od 2002 związana z macierzystą uczelnią jako nauczyciel akademicki, w latach 2010–2017 kierowała jedną z katedr, a w 2016 objęła stanowisko profesorskie. W 2015 została wiceprezesem jednego ze stowarzyszeń działających w ramach Chorwackiej Izby Gospodarczej.
Przystąpiła do Chorwackiej Wspólnoty Demokratycznej. W 2017 została sekretarzem stanu w ministerstwie spraw morskich, transportu i infrastruktury. W 2019 przeszła na tożsame stanowisko w ministerstwie spraw zagranicznych i europejskich. W lipcu 2020 w drugim rządzie Andreja Plenkovicia objęła stanowisko ministra turystyki i sportu.
W wyborach w 2024 z listy koalicji skupionej wokół HDZ uzyskała mandat posłanki do Zgromadzenia Chorwackiego. W maju tego samego roku zakończyła pełnienie funkcji ministra. W tym samym roku z ramienia swojego ugrupowania została wybrana na posłankę do Parlamentu Europejskiego X kadencji.